# Senda Sursilvana
Die Senda Sursilvana (rätoromanisch für «Oberländer Wanderweg») ist ein offizieller Wanderweg leichten bis mittleren Schwierigkeitsgrads im Schweizer Kanton Graubünden durch das gesamte Vorderrheintal und ist mit der Nummer 85 markiert.

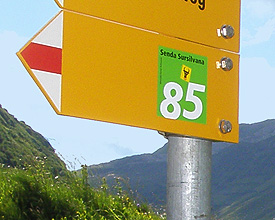
Wegweiser in Uri

Die durchgehend signalisierte Strecke startet in Andermatt (bis zum Oberalppass noch im Kanton Uri), verläuft über 120 Kilometer bis nach Chur und ist in fünf Etappen eingeteilt, wobei 4600 Höhenmeter im Auf- und 5500 im Abstieg zu überwinden sind. Der Weg wird von der Bündner Arbeitsgemeinschaft für Wanderwege (BAW) unterhalten.

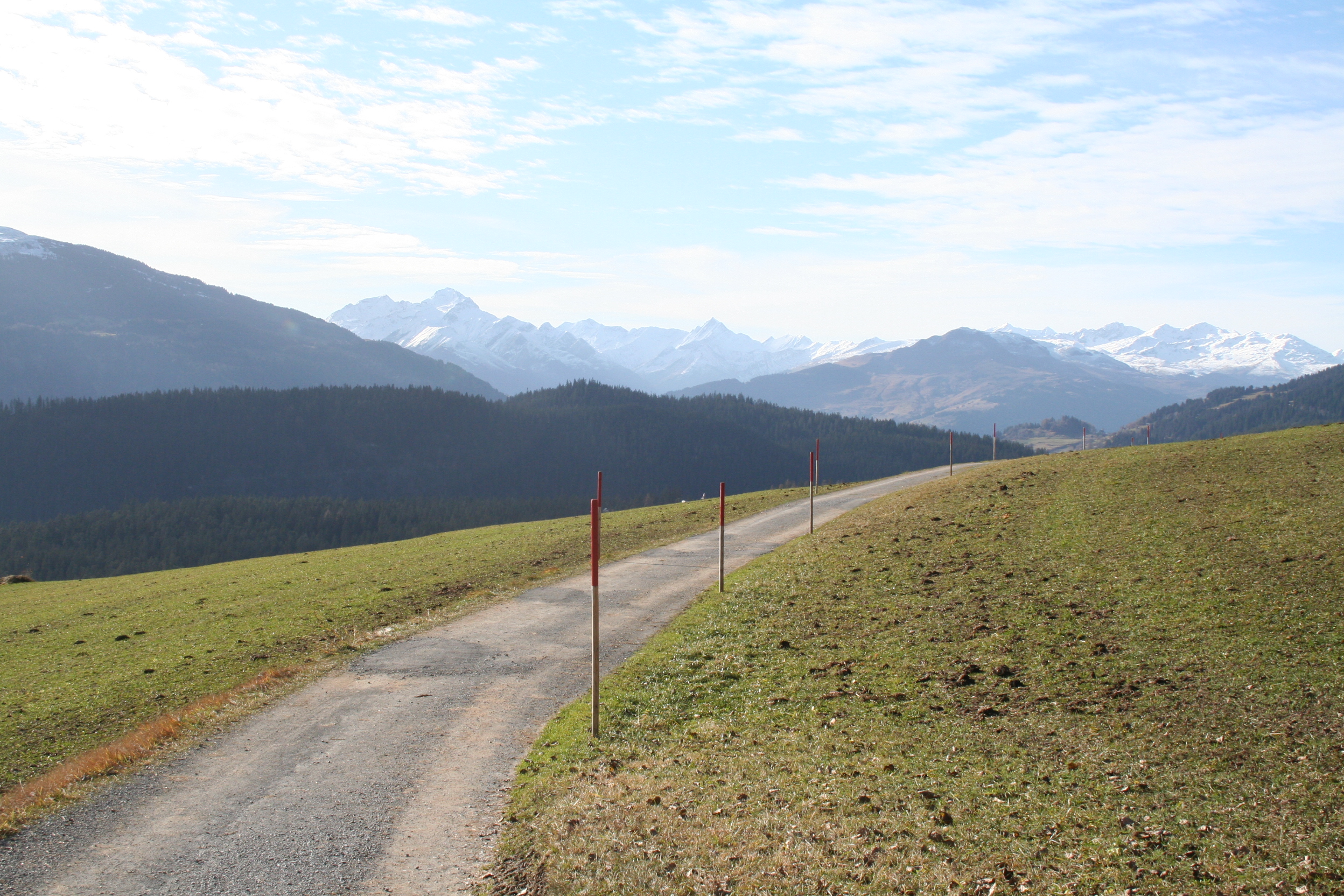
Bei Fidaz

Den höchsten Punkt (2470 m ü. M.) erreicht man auf der sehr langen ersten Etappe unweit der Fellilücke nördlich des Oberalpsees.
Auf fast dem gesamten Weg ist man in den Glarner Alpen, bis man – kurz vor dem Ziel – bei Felsberg den Alpenrhein überquert.

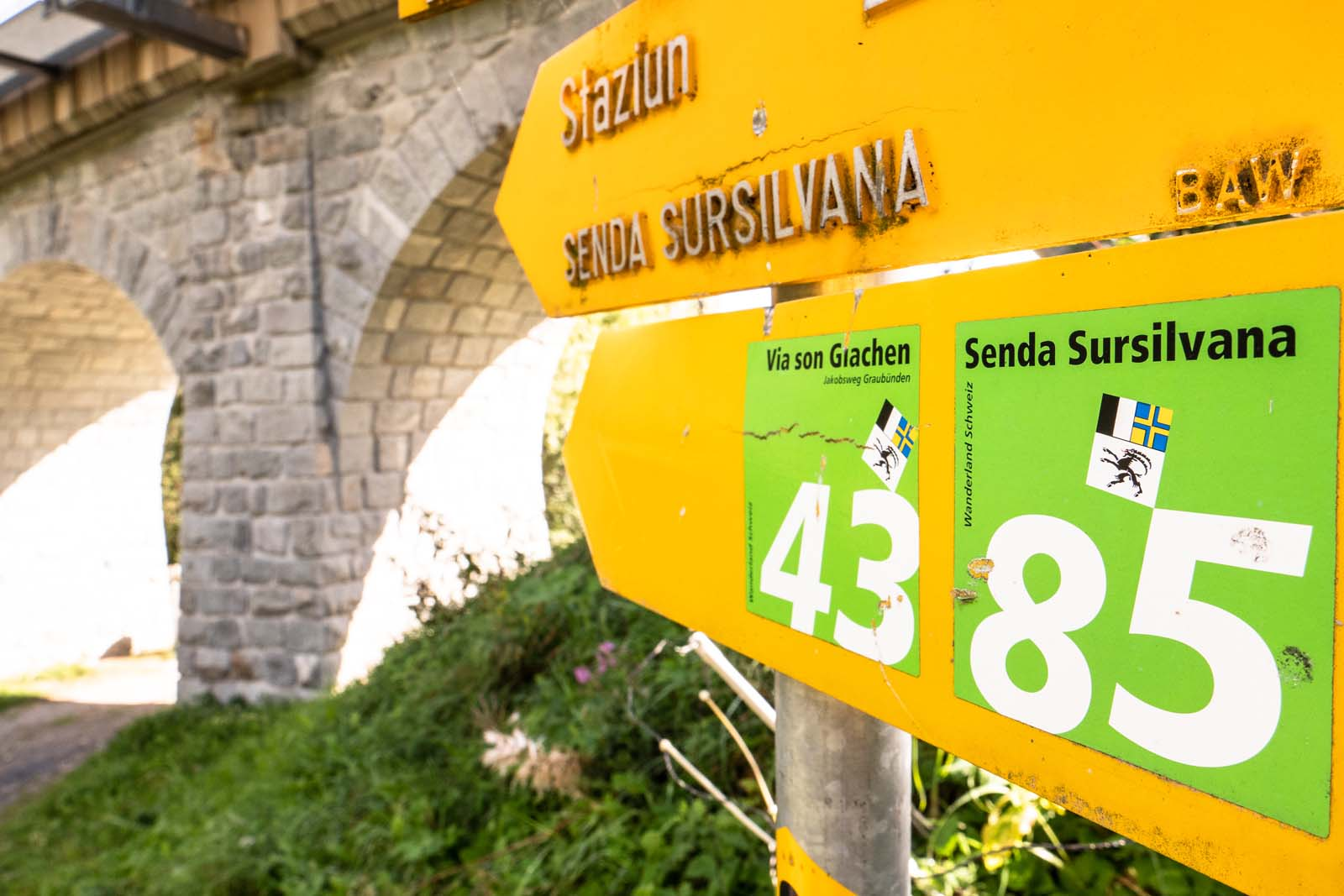
Wegweiser mit Wegzeichen

Teilweise verläuft der Jakobsweg Graubünden (Müstair – Amsteg, Nummer 43) auf gleichem Trassee, jedoch in Gegenrichtung.

## Nachweise
1. ↑  Senda Sursilvana bei «myswitzerland.com».
2. ↑  Senda Sursilvana bei «SchweizMobil».